# Reinhardt-Gebiet
In der Funktionentheorie mehrerer Veränderlicher bezeichnet ein Reinhardt-Gebiet (auch Reinhardt'sches Gebiet oder Reinhardt'scher Körper genannt, benannt nach Karl Reinhardt) ein Gebiet in {\displaystyle \mathbb {C} ^{n}}, welches als Vereinigung komplexer {\displaystyle n}-Tori aufgefasst werden kann.

## Definition
Sei {\displaystyle \Omega \subseteq \mathbb {C} ^{n}} offen und zusammenhängend. {\displaystyle \Omega } heißt Reinhardt-Gebiet, falls für jedes {\displaystyle z=(z_{1},z_{2},\dots ,z_{n})\in \Omega } und für alle {\displaystyle \vartheta _{1},\vartheta _{2},\dots ,\vartheta _{n}\in \mathbb {R} } auch {\displaystyle \left(e^{i\vartheta _{1}}\cdot z_{1},\;e^{i\vartheta _{2}}\cdot z_{2},\;\dots ,e^{i\vartheta _{n}}\cdot z_{n}\right)\in \Omega } liegt.
Ein Reinhardt-Gebiet {\displaystyle \Omega } heißt vollkommen, wenn mit {\displaystyle z=(z_{1},z_{2},\dots ,z_{n})\in \Omega \cap \mathbb {C} ^{n}\setminus \{0\}} der Polyzylinder {\displaystyle \left\{w=(w_{1},w_{2},\dots ,w_{n})\in \mathbb {C} ^{n}\,:\,\left|w_{j}\right|<\left|z_{j}\right|\right\}} eine Teilmenge von {\displaystyle \Omega } ist.

## Graphische Darstellung
Ein Reinhardt-Gebiet {\displaystyle \Omega \subseteq \mathbb {C} ^{n}} hat eine eindeutige Entsprechung in {\displaystyle {\mathbb {R} _{0}^{+}}^{n}}, wobei jeder Punkt in {\displaystyle z=(z_{1},z_{2},\dots ,z_{n})\in \Omega } auf die Absolutbeträge seiner Koordinaten {\displaystyle (\left|z_{1}\right|,\left|z_{2}\right|,\dots ,\left|z_{n}\right|)} abgebildet wird. Umgekehrt entspricht dann jeder Punkt in {\displaystyle {\mathbb {R} _{0}^{+}}^{n}} einem komplexen {\displaystyle n}-Torus. Dadurch können auch Reinhardt-Gebiet in den höherdimensionalen Räumen {\displaystyle \mathbb {C} ^{2}} bzw. {\displaystyle \mathbb {C} ^{3}} noch graphisch im {\displaystyle \mathbb {R} ^{2}} bzw. {\displaystyle \mathbb {R} ^{3}} dargestellt werden.

## Beispiele
- komplex {\displaystyle n}-dimensionaler Polyzylinder {\displaystyle \left\{z=(z_{1},z_{2},\dots ,z_{n})\in \mathbb {C} ^{n}\,:\,\left|z_{j}\right|<\rho _{j}\;(j=1,2,\dots n)\right\}} mit Radien {\displaystyle \rho _{1},\rho _{2},\dots ,\rho _{n}>0}
- komplex {\displaystyle n}-dimensionaler Ball {\displaystyle \left\{z=(z_{1},z_{2},\dots ,z_{n})\in \mathbb {C} ^{n}\,:\,\left|z_{1}-a_{1}\right|^{2}+\left|z_{2}-a_{2}\right|^{2}+\dots +\left|z_{n}-a_{n}\right|^{2}=\rho ^{2}\right\}} um {\displaystyle a=(a_{1},a_{2},\dots ,a_{n})\in \mathbb {C} ^{n}} mit Radius {\displaystyle \rho >0}.

## Bedeutung in der Funktionentheorie
Die Bedeutung der Reinhardt-Gebiete liegt darin, dass sie die richtigen Gebiete sind, um Potenz- bzw. Laurent-Reihen zu betrachten. Das Konvergenzgebiet einer Potenzreihe ist ein vollkommenes Reinhardt'sches Gebiet. Allerdings ist nicht jedes vollkommene Reinhardt'sche Gebiet auch Konvergenzgebiet einer Potenzreihe.
Reinhardt'sche Gebiete spielen auch eine Rolle bei der Fortsetzung holomorpher Funktionen. Grundlegend ist dabei der folgende Satz:
Sei {\displaystyle \Omega \subseteq \mathbb {C} ^{n}} ein Reinhardt-Gebiet, und {\displaystyle f\colon \Omega \rightarrow \mathbb {C} } eine holomorphe Funktion. Dann existiert eine eindeutig bestimmte Laurent-Reihe {\displaystyle \textstyle \sum _{\alpha \in \mathbb {Z} ^{n}}a_{\alpha }\cdot z^{\alpha }}, welche auf kompakten Teilmengen von {\displaystyle \Omega } absolut und gleichmäßig gegen die Funktion {\displaystyle f} konvergiert.
Gilt zudem, dass für jedes {\displaystyle j\in \left\{1,2,\dots ,n\right\}} ein Punkt {\displaystyle z\in \Omega } existiert, dessen {\displaystyle j}-te Koordinate 0 ist, dann ist die Laurent-Reihe sogar eine Potenzreihe und die holomorphe Funktion kann auf dem Konvergenzgebiet dieser Reihe eindeutig fortgesetzt werden.